# Chřástal weka
Chřástal weka (Gallirallus australis) je nelétavý pták z čeledi chřástalovití, který se endemitně vyskytuje na Novém Zélandu. Vedle hlavních novozélandských ostrovů (Severní, Jižní, Stewartův) obývá i řadu menších přilehlých ostrůvků a Chathamské ostrovy. Vyskytuje se ve čtyřech poddruzích, které se mírně liší velikostí a opeřením, jež je převážně nenápadně hnědé. Samec dosahuje délky těla kolem 50–60 cm a váhy 520–1400 g, samice je o něco menší. Stanoviště druhu tvoří lesní, křovinaté a travnaté biotopy do 1500 m n. m. Chřástal weka sice ztratil schopnost letu, avšak dokáže se obratně pohybovat i náročným terénem a v případě potřeby přeplave i kilometr širokou vodní plochu.
Je monogamní, nejčastěji zahnizďuje od srpna do ledna. Samice klade typicky 2–3 vejce do hnízda z rostlinného materiálu umístěného na zemi. Inkubují oba partneři po dobu kolem 25–26 dní. Poprvé mohou zahnízdit ve věku 5 měsíců a mohou vyvést i 4 snůšky ročně, což jim dává možnost rychlého populačního nárůstu v případě vhodných biotopových podmínek. Jedná se o oportunistického všežravce. Primárně se živí bezobratlými živočichy a ovocem, nicméně dokáže ulovit i menší obratlovce jako jsou místní plazi nebo norově hnízdící ptáci. Je ohrožen hlavně invazivními savci (hranostaji, fretkami, kočkami, psy) a populace chřástalů jsou velmi náchylné na sníženou potravní nabídku v období sucha. Mezinárodní svaz ochrany přírody druh hodnotí jako zranitelný.

## Systematika a rozšíření
Druh poprvé popsal švédský přírodovědec Anders Sparrman v roce 1786. Mírné rozdíly mezi poddruhy a populacemi wek však vedly k opakovaným popisům domnělých nových druhů. Nakonec byly všechny tyto taxony slity do jednoho druhu, který byl rozdělen do 4 poddruhů s následujícím areálem výskytu:
- G. a. greyi (Buller) – původně rozšířen po Severním ostrově, kde je však takřka vyhynulý a zbytkové populace se nachází hlavně v okolí Bay of Plenty. Poddruh byl introdukován na ostrovy Kapiti, Mokoia (na jezeře Rotorua), Pakatoa a souostroví Kawau. Reintrodukován byl na D'Urvillův ostrov.[2] Tento poddruh má oproti ostatním poddruhům světlejší spodinu, jeho nohy jsou hnědé a zobák šedý.[3][4]
- G. a. australis (Sparrman) – Jižní ostrov (severní a západní část od Marlborough přes Západní pobřeží až na jih do Fiordlandu).[2] Na severu ostrova v oblasti národního parku Nelson Lakes převažuje kaštanová forma, weky z Fiordlandu jsou viditelně tmavší.[3]
- G. a. hectori (Hutton) – původně hojně rozšířen po východní části Jižního ostrova. V roce 1905 byl tento poddruh introdukován na Chathamské ostrovy. Kolem roku 1930 vyhynul na Jižním ostrově, takže poslední populace druhu se nachází na Chathamských ostrovech, resp. Pittově a Chathamově ostrově. Poddruh byl reintrodukován na ostrůvky na jezerech Wanaka a Wakatipu (2005–08).[2] Nejsvětlejší ze všech poddruhů.[3]
- G. a. scotti (Ogilvie-Grant) – Stewartův ostrov a okolní ostrůvky. Introdukován na některé menší ostrůvky včetně Whenua Hou, ze kterého byl později odstraněn.[2] Nejmenší poddruh; opeření je dost tmavé, avšak ne tak jako u subsp. australis.[3]

Druhové jméno weka je domorodý název druhu v maorštině. Na Novém Zélandu se druh takto běžně označuje.

Vybraná dobová vyobrazení
Anders Sparrman, mezi 1786–1789
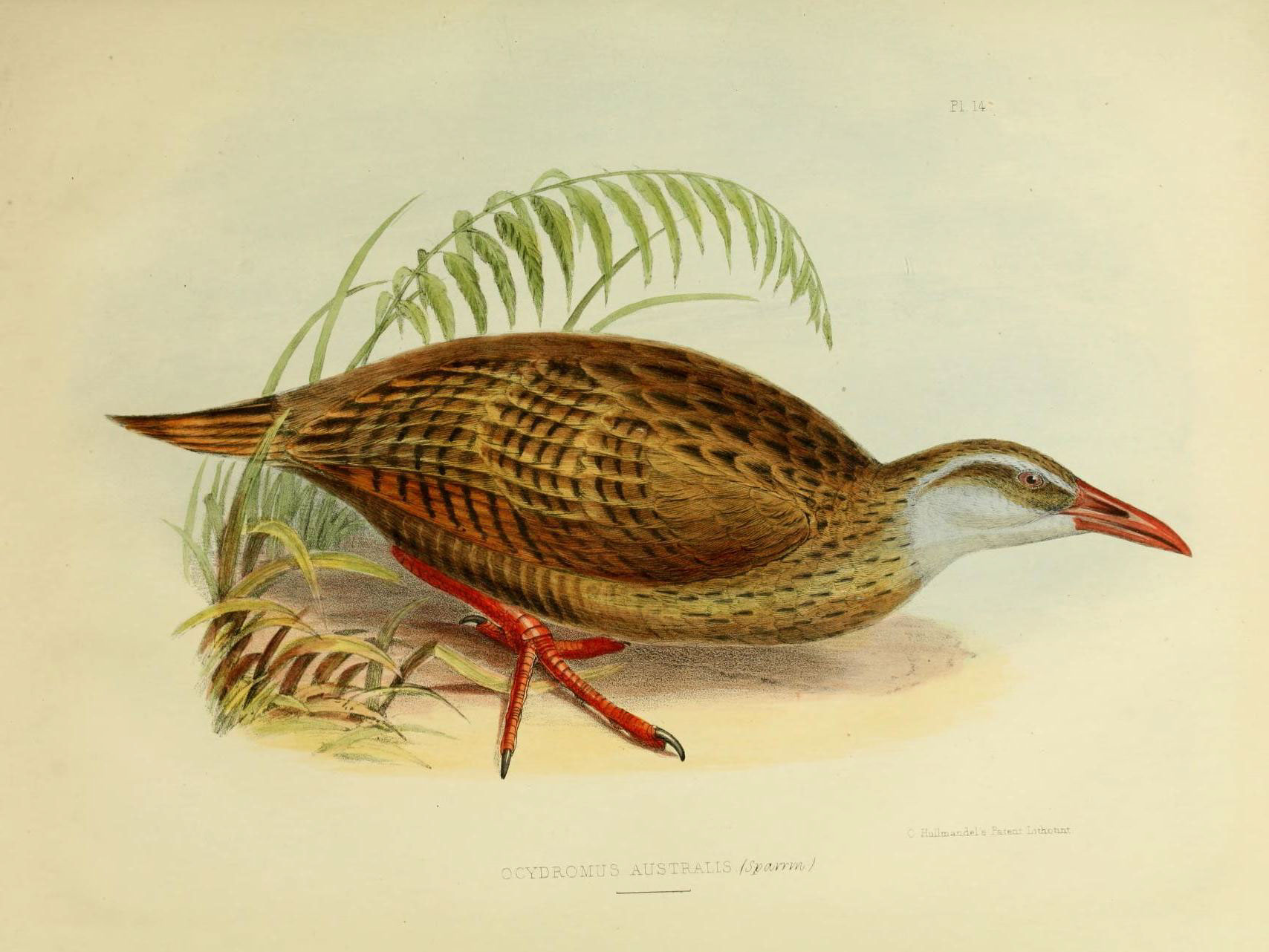
Charles Joseph Hullmandel, mezi 1845–1848
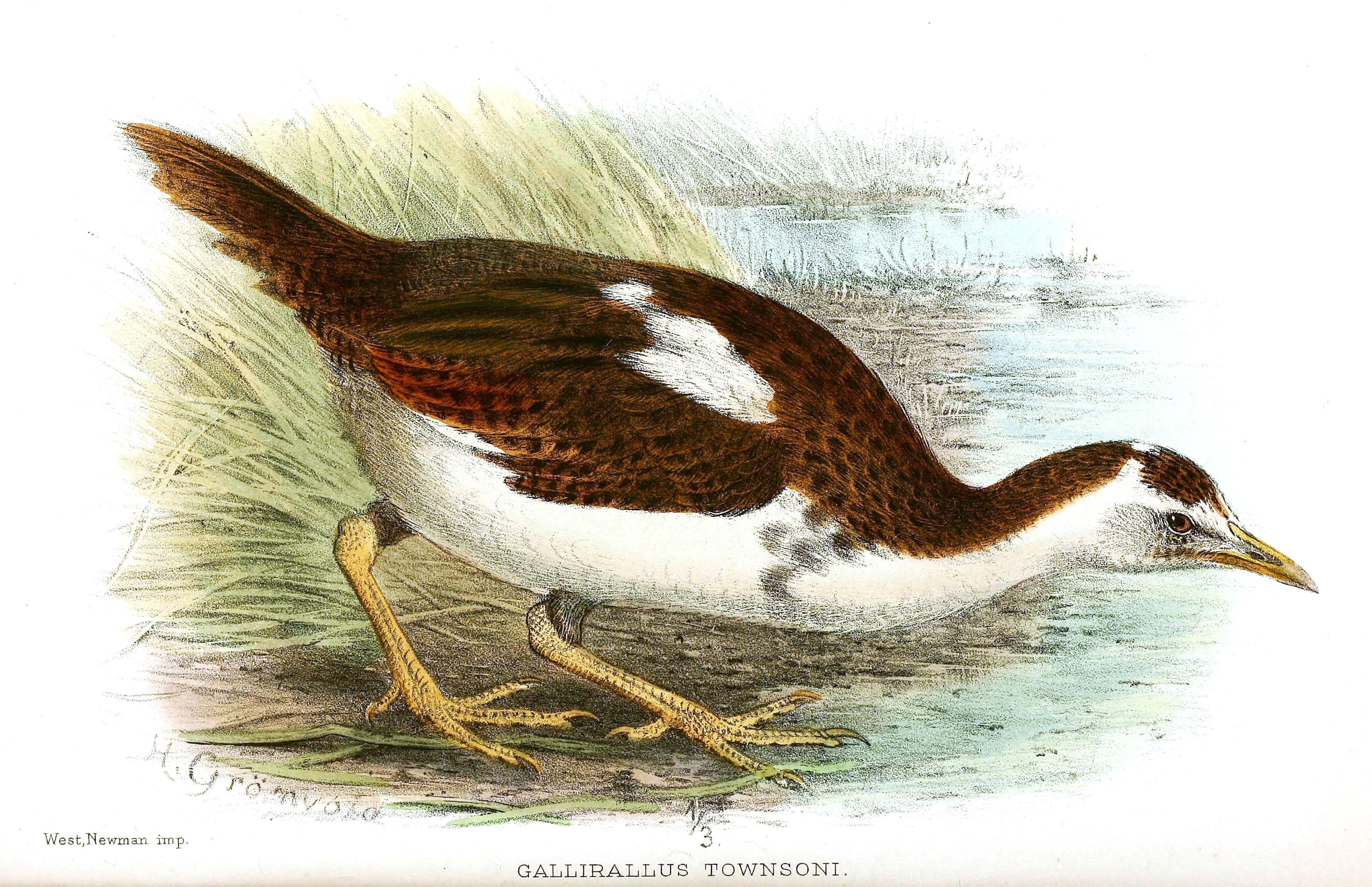
Henrik Grönvold, 1914
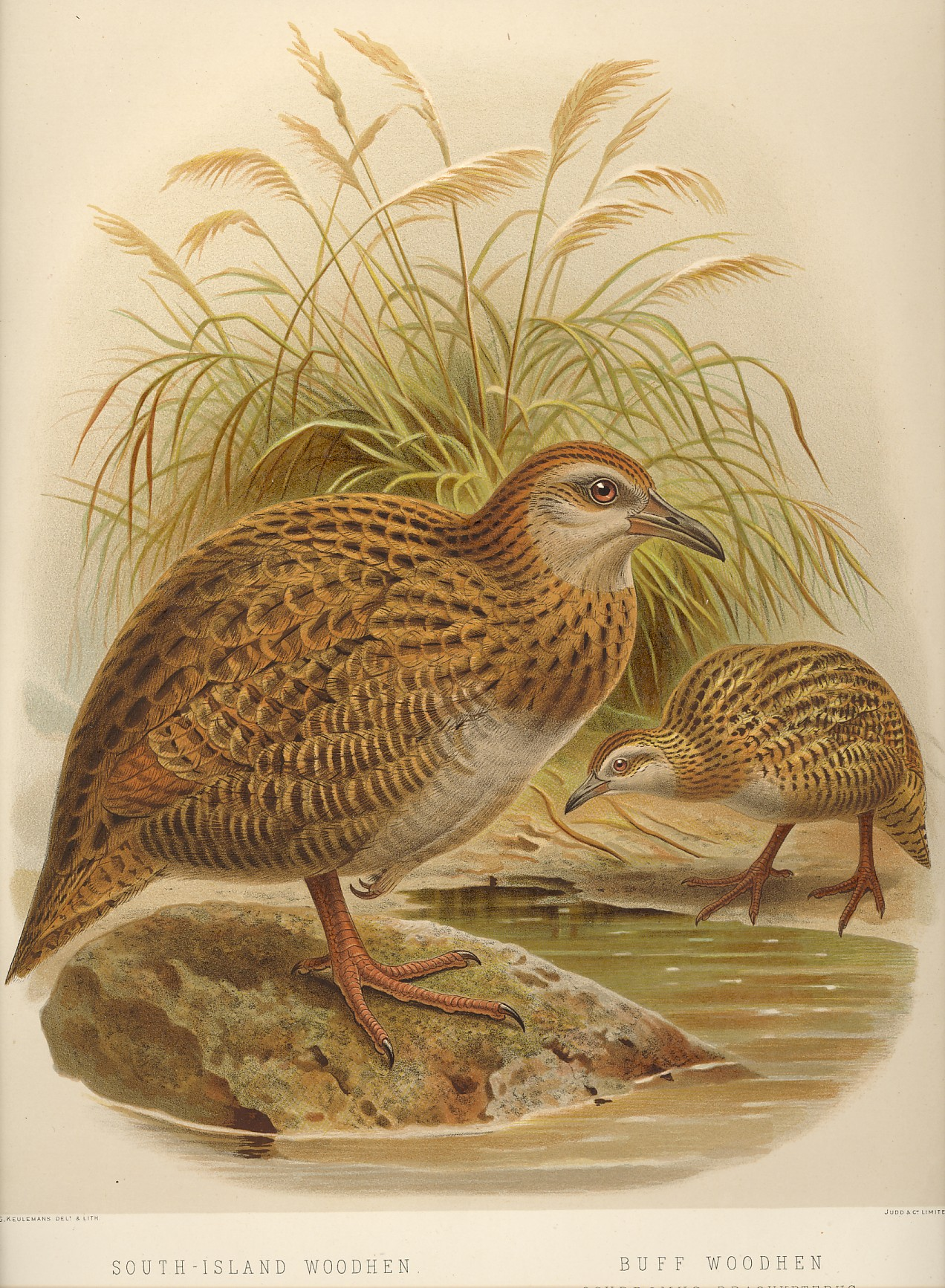
John Gerrard Keulemans, 1888

## Popis

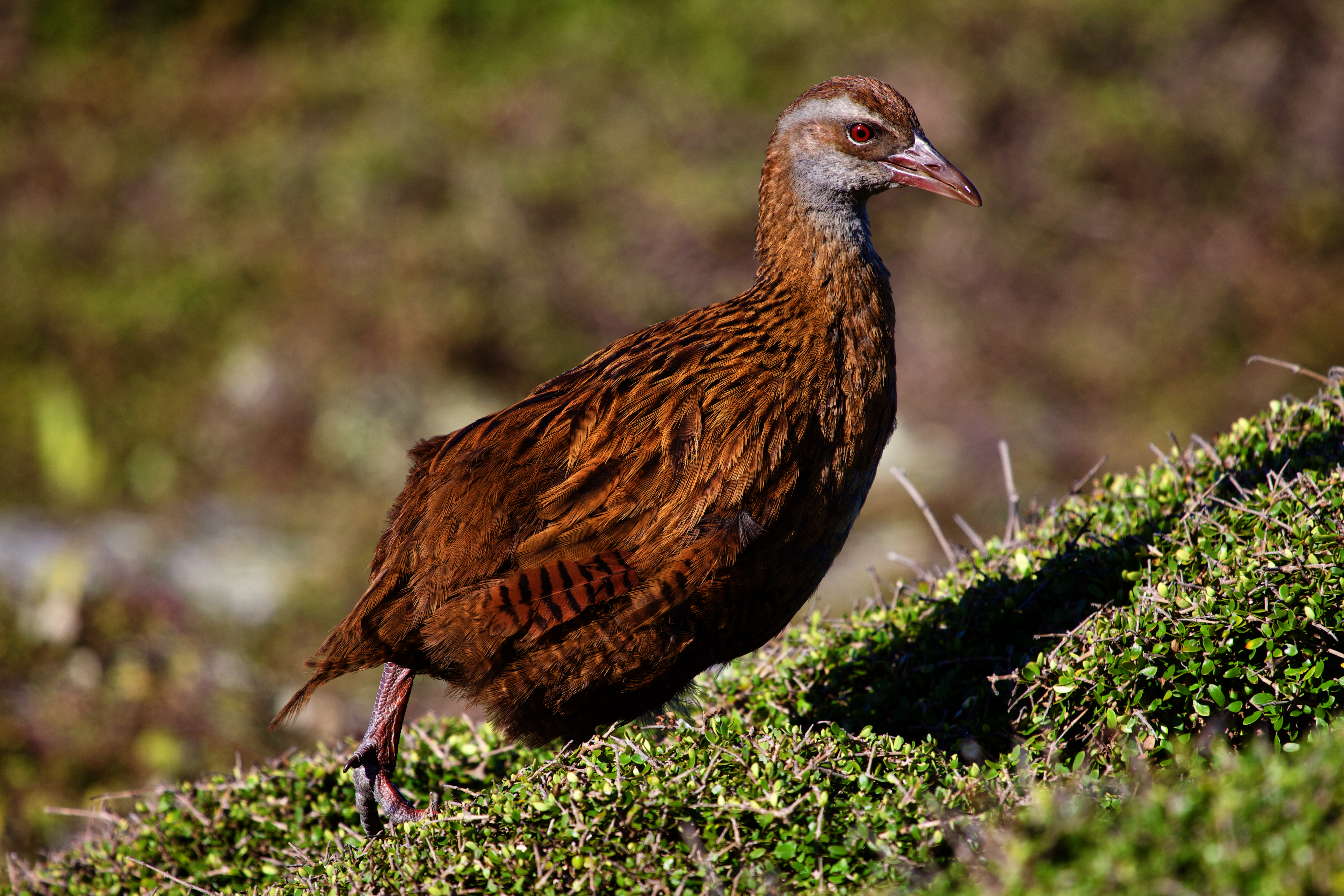
Chřástal weka

Chřástal weka je poměrně statný, nelétavý, na zemi žijící pták s pevným zobákem a silnýma nohama. Opeření je u všech poddruhů převážně hnědé. Konkrétní odstíny jsou však odlišné v závislosti na poddruhu a oblasti. Většina populací má na horní části těla černé proužkování. Všechny populace mají černě pruhovány ty nejdelší křídelní letky a nejdelší ocasní krovky. Duhovky jsou červené až červenohnědé či kaštanové. Pod okem se nachází tenký bílý proužek ve tvaru ležícího půlměsíce.
Samec dosahuje délky těla kolem 50–60 cm, rozpětí křídel je taktéž 50–60 cm a váha 520–1400 g. Menší samice měří 46–50 cm a váží 370–950 g.

## Biologie a ekologie

### Stanoviště a populace

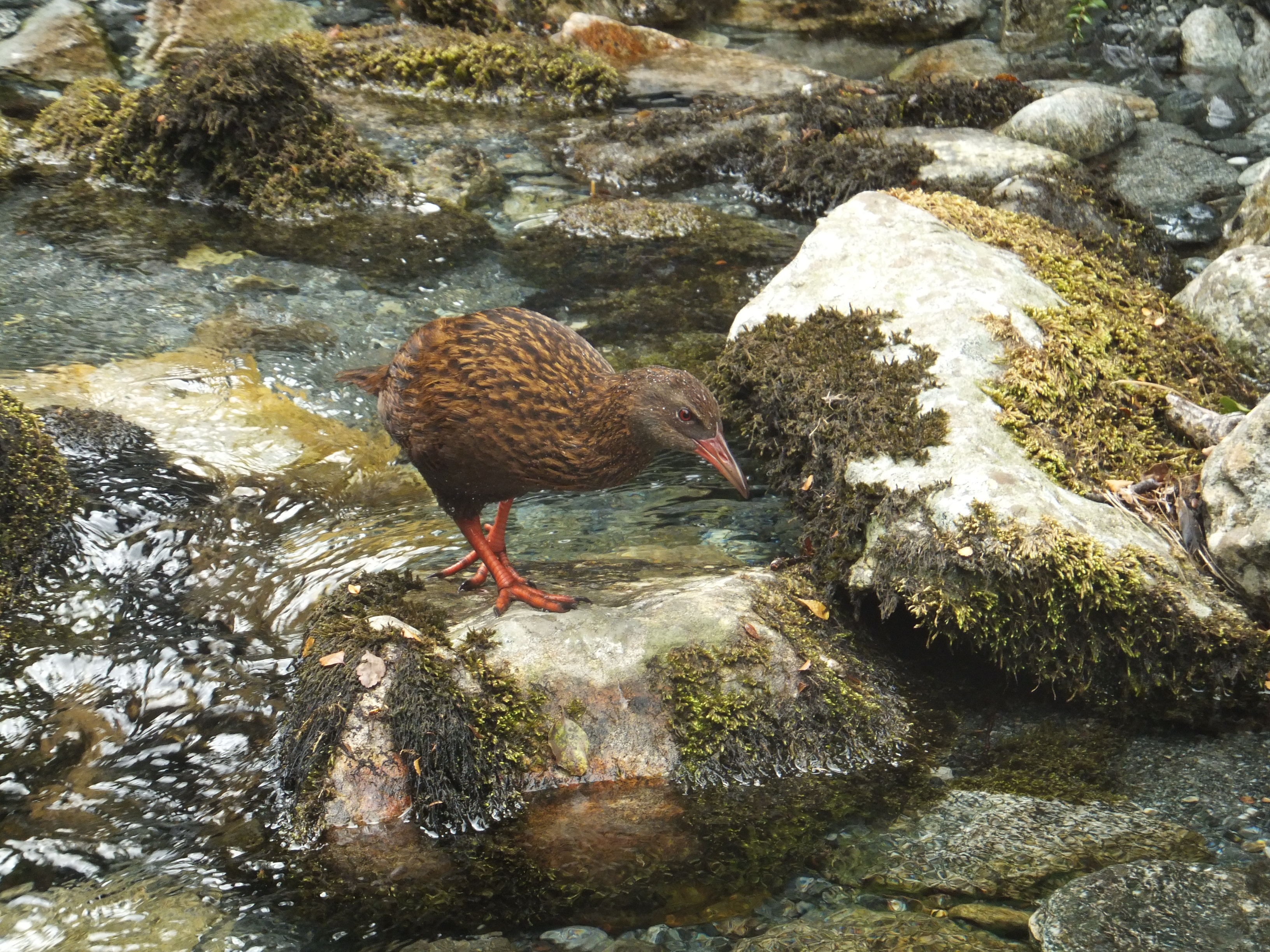
Chřástal weka při brodění řeky

Stanoviště druhu tvoří lesní, křovinaté i travnaté biotopy od mořské hladiny do 1500 m n. m. Vyskytuje se ve vnitrozemských i pobřežních mokřadech, občas i v semiurbární krajině nebo na písečných dunách. Obývá jak primární tak sekundární les. Weka se ráda pohybuje na hranici dvou biotopů, z nichž alespoň jeden je silně zalesněný, takže v případě vyrušení může rychle odběhnout do bezpečí vegetace.
Celková populace wek se v roce 2018 odhadovala na 107–177 tisíc jedinců. Weky se vyznačují tím, že u nich dochází k rapidním populačním výkyvům. Místní populace mohou na několik let rychle zcela vymizet, a tatáž oblast pak může být stejně rychle osídlena jinou populací wek. Příčina těchto populačních výkyvů není zcela jasná. Někdy se hovoří o nemoci, nicméně vědecké důkazy chybí. Populační výkyvy patrně nastávají z důvodu kolapsu potravní nabídky, která vede k plošné hnízdní neúspěšnosti a vysoké úmrtnosti dospělců.

### Hnízdění

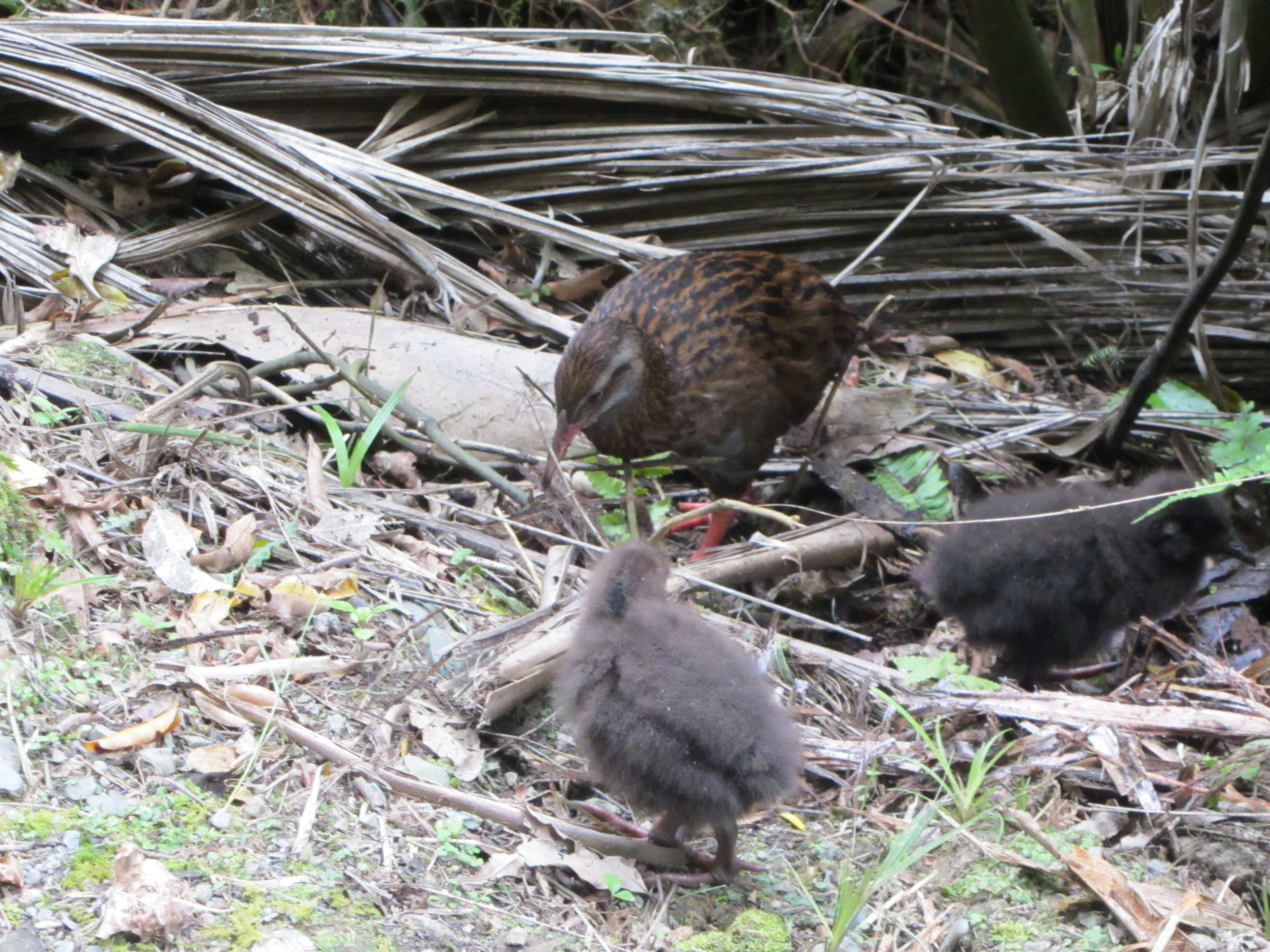
Dospělec se dvěma mláďaty

Doba hnízdění závisí na místním podnebí, populační velikosti a množství potravy. K zahnízdění může dojít v průběhu celého roku, nejčastěji weky hnízdí od srpna do ledna. Hnízdo představuje miska z hrubého rostlinného materiálu s jemnou vystýlkou z jemných částí rostlin, peří, mechu a vlny. Bývá umístěno v dutém pařezu, pod spadlým kmenem, v krátké noře, pod balvanem nebo v husté vegetaci jako jsou kapradiny či šáchorovité rostliny. Samice klade 1–6, nejčastěji 2–3 krémově bílá či jemně narůžovělá vejce ve 2–3 denních intervalech. Vejce mívá rozměr 59×41 mm. Pár wek může vychovat až 4 snůšky ročně.
Partneři se v sezení na vejcích střídají. Samice sedí přes den, samec od pozdního odpoledne do rána. Inkubace trvá 25–26 dní od posledně nakladeného vejce. Mláďata se rodí asynchronně a hnízdo opouští již 2–3 dny po narození. V prvním týdnu ještě oba rodiče zahřívají své potomky a po dalších 6–10 týdnů je vykrmují, načež dochází k potravnímu osamostatnění. Mladé weky mohou poprvé zahnízdit již ve věku 5 měsíců. Mohou se dožít až 19 let.

### Teritoria a pohyb

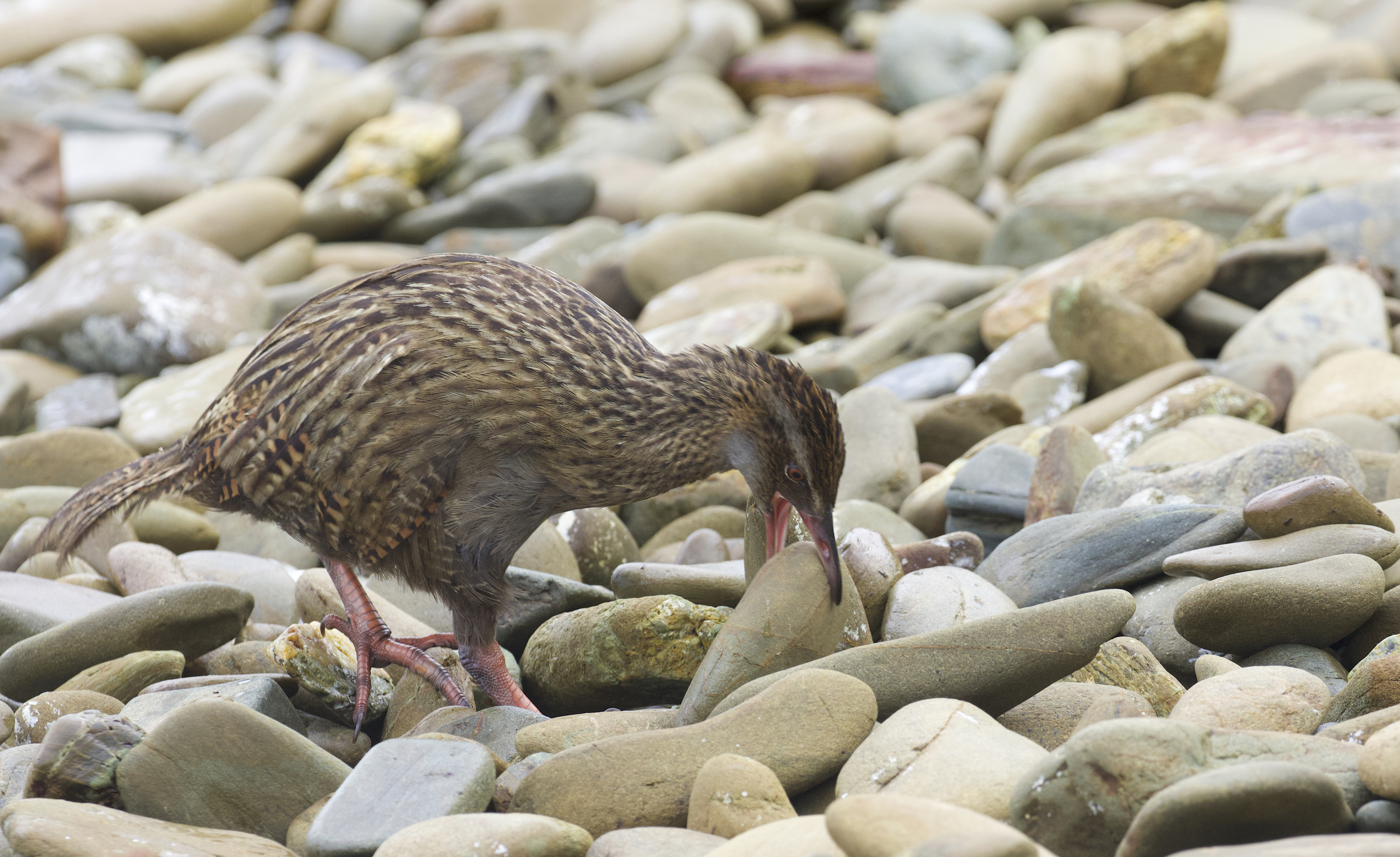
Weka při hledání potravy mezi kameny (Marlborough Sounds)

Pohnízdní rozptyl nedospělých jedinců typicky nastává ve dvou fázích: mladé weky se první 4 měsíce pohybují v těsné blízkosti teritoria rodičů, načež následuje delší odchod a založení vlastního teritoria. Např. na ostrově Kapiti si mladí jedinci zakládali teritoria v průměru 1,3 km (max. 5 km) od teritorií rodičů. Nedospělé weky mohou ujít i 4 km denně. Dospělci typicky celoročně zůstávají na svých domovských okrscích. Podle dat z Westlandu (středozápad Jižního ostrova) je velikost okrsků tamějších wek menší než 4,5 ha. U jezera Wanaka byly okrsky translokovaných wek mnohem větší a dosahovaly i stovky hektarů. U wek byly zaznamenány náhlé masivní odchody z jednoho stanoviště na druhé. Tyto nenadálé pohybové aktivity jsou patrně dány krátkodobými změnami v potravní nabídce.

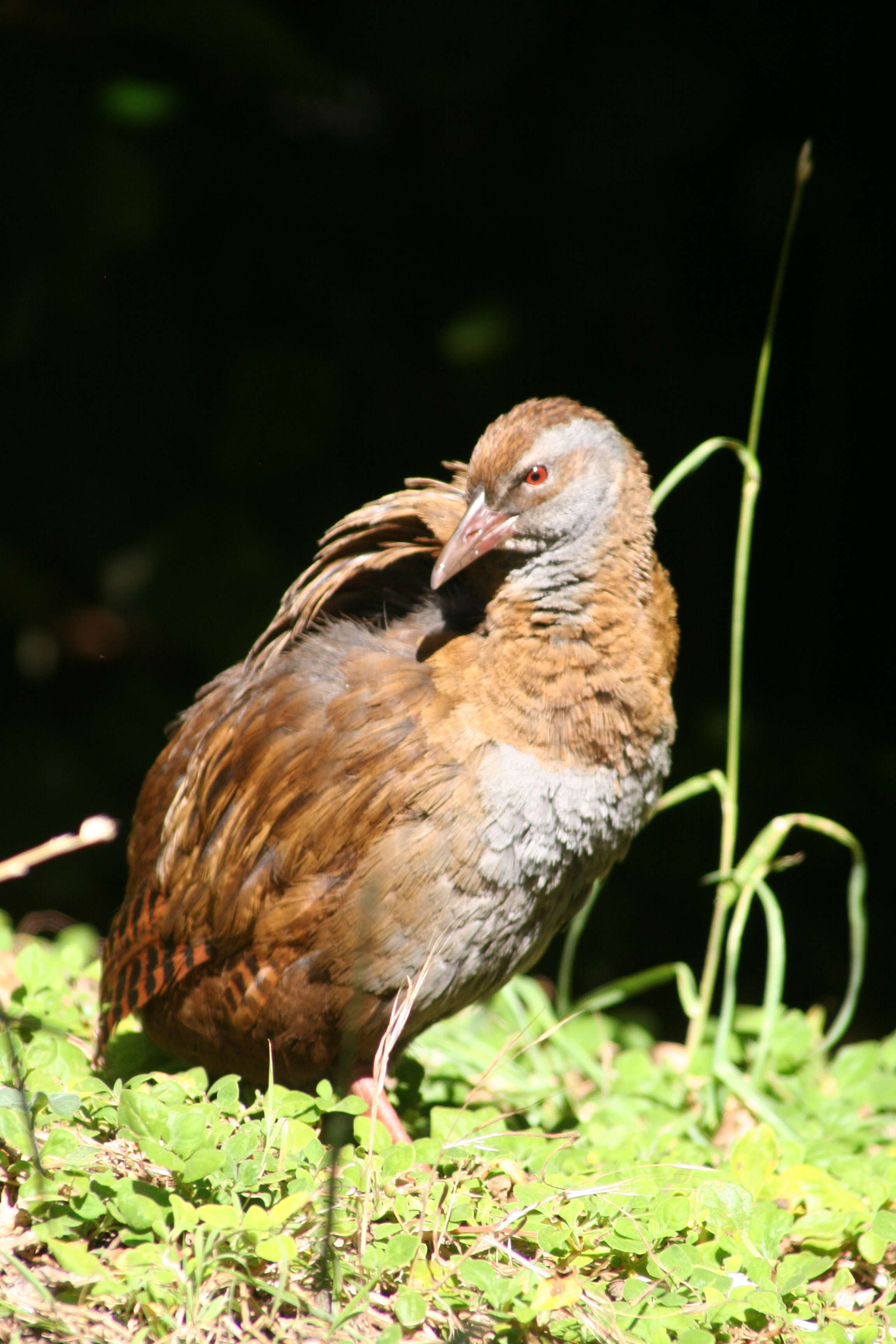
Weka při čištění peří

Weka je nelétavý, stálý pták. Po souši se nicméně dokáže poměrně umě pohybovat a umí překonat i náročnější terén včetně velkých jezer, širokých řek nebo úseků moře. Po stromech se nepohybuje, avšak umí vyskočit i 90 cm, což jí pomáhá v překonávání překážek. Weka má velmi dobrý domovský instinkt. Je znám případ jedince, který byl z Gisborne přenesen do 130 km vzdáleného Hawke's Bay, a později byl objeven zpět v Gisborne. Jiný exemplář weky byl zase přesunut z ostrova Maud v Marlborough Sounds na pevninu Jižního ostrova, avšak podařilo se mu přeplavat 900 m úsek moře zpět na ostrov Maud. Weky vynikají mobilitou i během shánění potravy. Na vhodná krmiště denně dochází i 1 km daleko.

### Potrava
Živí se převážně bezobratlými živočichy (brouky, červy, plži, různonožci, stejnonožci nebo larvy rovnokřídlých) a ovocem, menší podíl potravní složky tvoří semena, malí obratlovci a mršiny. Někdy pozře i květy, listy nebo mech, což však může být důsledek pozření živočicha na nich. Jelikož se jedná o oportunistického všežravce, konkrétní složení jídelníčku závisí na potravní nabídce. Zejména na malých bezpredátorových ostrůvcích (např. Whenua Hou, Taukipeha) bývá množství norově hnízdících ptáků jako jsou buřňáci, na jejichž vejcích i ptáčatech se weky hojně živí. Vedle buřňáků weky požírají i vejce kivijů, tučňáků, albatrosů, buřňáků, kakapů, ústřičníků, slípek novozélandských nebo kachen měkkozobých. Weka byla zaznamenána i při požírání mláďat některých druhů, konkrétně tuiů zpěvných, nestorů kaků, laločníků (Philesturnus spp.) nebo lejsčíků (Petroica spp.). Na ostrově Macquarie byly důležitou součástí jídelníčku wek i hlodavci. Dvojice wek byla dokonce pozorována při usmrcení hranostaje.
Potravu získává weka prohrabáváním lesní podlážky pomocí svého silného zobáku. Weka dokáže pohnout i se dřevem či jiným objektem třikrát těžším než je ona sama, což jí dobře slouží v odkrývání živočichů skrývajících se pod tlejícím dřevem nebo kameny. Weka patří k důležitým roznašečům semen. Dokáže spolknout velká semena, která činí řadě menších ptáků potíže, a co do vzdálenosti semenné disperze se vyrovná i takovému mistru roznašeči jako je holub maorský. Doba retence semen, tzn. doba uchování semen v zažívacím traktu wek, je přitom extrémně dlouhá. Trvá kolem 38–125 h, což jsou vůbec jedny z nejvyšších naměřených hodnot mezi ptáky (podobně dlouhou retenci semen mají jen kulík rezavoocasý (Charadrius vociferus), emu hnědý (Dromaius novaehollandiae) a jespák drobný (Calidris minutilla)). Extrémně dlouhá retence semen je patrně způsobena kombinací velikosti weky, její nelétavosti a složení jídelníčku. Obecně se dá totiž říci, že čím větší pták, tím delší doba retence semen. Dále nelétaví ptáci nemají potřebu rychlého zažívání, jako je tomu u létavých ptáků, kteří se potřebují zbavit váhy. Pomalé zažívání navíc může být způsobeno tím, že se weka snaží dostat z nasbírané potravy co nejvíce živin.

### Vokalizace
Weka má výrazný hlasový projev, díky kterému je častěji slyšena než viděna. Hlavní typ volání představuje hlasitý, křiklavý, dalekonosný, opakovaný trylek kuít, kterým se nejčastěji ozývá za soumraku a časně zrána. Jakmile jedna weka začne vokalizovat, ostatní weky v okolí se často přidají a náhle se rozezvučí celý les. K dalším vokálním projevům patří nízko položené měkké rezonující zabubnování. Mladá ptáci žebrají o jídlo vysoce položeným pípavým zvukem.

## Ohrožení a ochrana

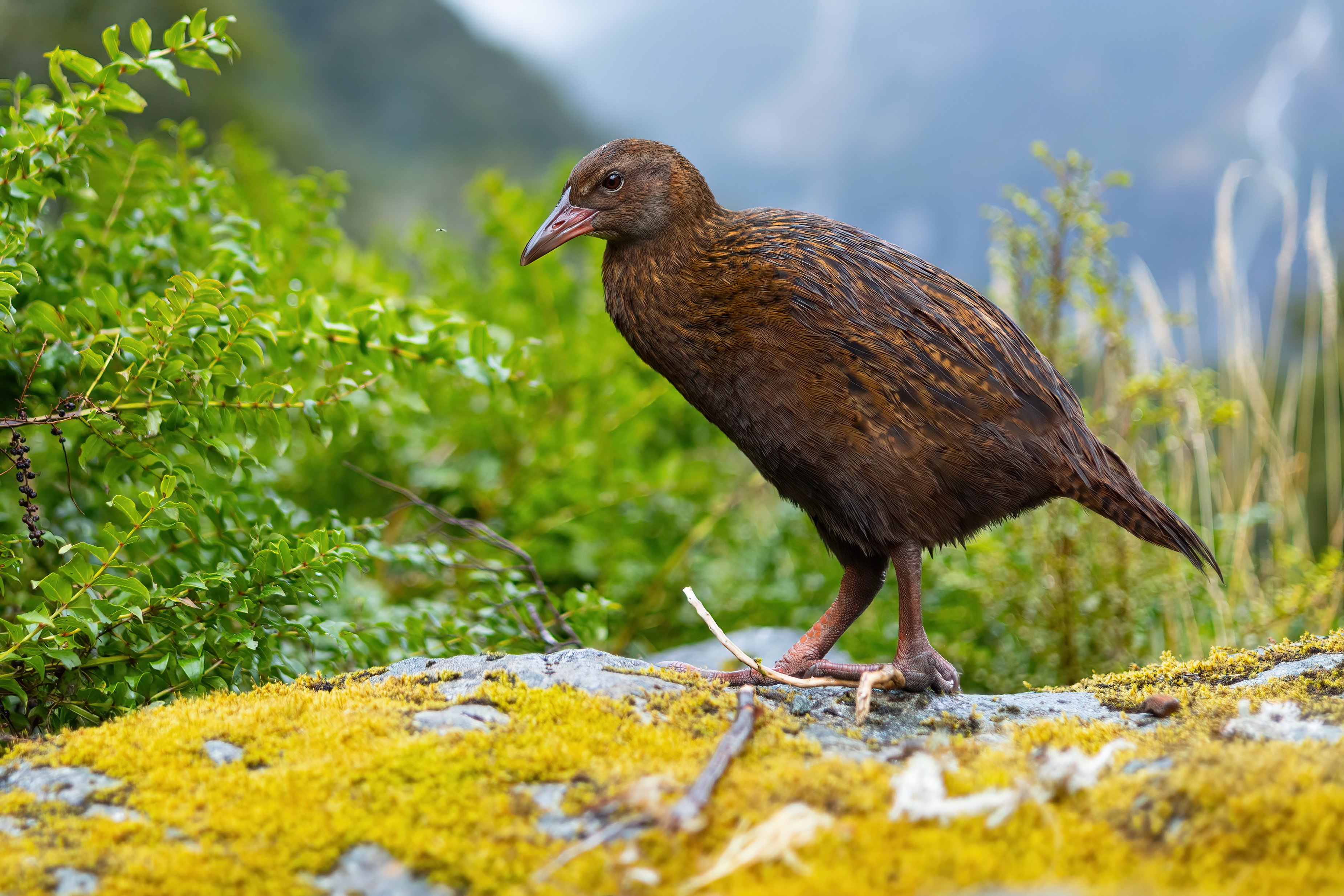
Chřástal weka v Milford Sound

Před a v době evropského osídlení Nového Zélandu (konec 18. století) byl chřástal weka široce rozšířeným druhem napříč hlavními ostrovy (Severním, Jižním i Stewartovým). Hustota výskytu byla nicméně místně značně proměnná a početnost populace v době příchodu Evropanů je proto složité odhadnout. Ještě v polovině 19. století pocházejí zprávy o tom, že weky byly hojně využívány jako zdroj potravy Maorů i evropských osadníků. Někdy během 20. a 30. let 20. století weky takřka vymizely ze Severního ostrova. K hlavním příčinám populačního kolapsu s největší pravděpodobností patří vyhladovění wek v době sucha, predace introdukovanými savci (zejména fretkami, ale i hranostaji a kočkami), degradace a úbytek habitatu a možná i nemoci. K novodobý hrozbám druhu ještě patří psi, srážky s auty a nechtěné otravy jedem během trávení místních savčích škůdců jako jsou králíci a kusuové liščí. Mezinárodní svaz ochrany přírody chřástala weku hodnotí jako zranitelný taxon s klesající populací.

### Ochranná opatření a kontroverze kolem wek
Jednou z hlavních ochranářských metod ochrany druhů v ostrovních biotopech patří reintrodukce či introdukce druhu do oblastí bez predátorů. Chřástal weka přitom představuje nejčastější novozélandský ptačí druh, u které k takovéto řízené translokaci došlo. V roce 2017 se uvádělo, že od roku 1863 došlo k více než 100 pokusům o založení nových populací chřástalů wek jak na novozélandské pevnině, tak na malých ostrovech bez predátorů, a pouze 14 z nich bylo úspěšných. Většina z úspěšných translokací proběhla do stanovišť malých ostrovů. Maorští lovci buřňáků (tzv. muttonbirders) ze Stewartova ostrova introdukovali weky na četné ostrůvky kolem Stewartova ostrova.

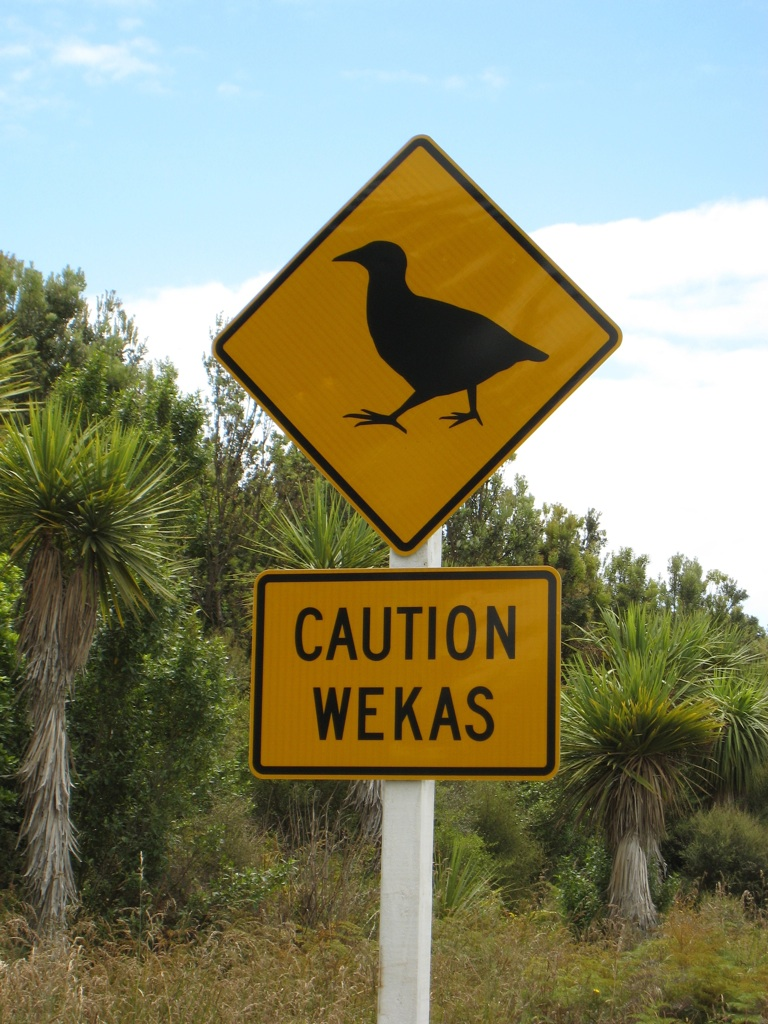
Dopravní značka upozorňující na přítomnost chřástalů wek

Weky nicméně vzbuzují mezi ochranáři těžko rozlousknutelnou kontroverzi. Weka je ve svém biotopu predátor, který může mít devastující vliv na jiné ohrožené druhy. Samotná weka je nicméně ohroženým druhem, který je také potřeba chránit a z historických dat je zřejmé, že k nejlepším nástrojům ochrany wek patří zakládání nových populací. Weky coby predátoři mají v místních ekosystémech své místo, nicméně v minulosti byly weky regulovány místními predátory, kterými byli ve své době největší druh orla orel Haastův (Aquila moorei) a největší druh motáka Circus eylesi. Oba tyto druhy obřích dravců jsou však již vyhynulé. Hlavními moderními predátory wek tak jsou introdukované lasicovité šelmy, které jsou v řadě ekosystémů, kde se weky nachází, buďto vyhubeny (menší ostrůvky) nebo vysoce kontrolovány (pevninské lokace). Na druhou stranu zase weky mohou predovat i na introdukovaných savčích predátorech a v místech vysokých hustot wek dokonce mohou efektivně udržet pod kontrolou populaci myší, které jsou jinak špatně kontrolovatelné. Vliv weky na místní ekosystémy, do kterých bývá introdukován, je často značně kontextuální a těžko předvídatelný. Určité východisko by mohla přinést obnova tradičního lovu wek Maory, čímž by se mohla docílit potřebná vyváženost.
Z řady lokací, kam byly weky translokovány, byly následně odstraněny, protože ohrožovaly místní faunu, konkrétně endemické druhy plazů (včetně hatérie novozélandské), bezobratlých (např. velké plže rodu Powelliphanta) i pozemně nebo norově hnízdících ptáků. K těmto lokacím patří ostrov Whenua Hou, kde v roce 1986 došlo k úplné eradikaci wek, což byl jeden z kroků k vytvoření vhodného habitatu pro kriticky ohrožené kakapa soví, kteří byli později na ostrov přemístěni. Na ostrov Kapiti byly weky introdukovány v roce 1897. Během dalších dvou desetiletí se weky na ostrově hojně rozšířily. Ostrov Kapiti je těžištěm výskytu kivijů Owenových, a vědci weky jednu dobu podezřívali, že hodují na vejcích kivijů a zabraňují jim v populační expanzi. Terénní výzkum to nicméně nepotvrdil. Na ostrově Macquarie bývá vyhynutí kakarikiho červenouchého (Cyanoramphus erythrotis) dáváno do souvislosti s wekami – poté, co byli v roce 1879 na ostrov introdukováni králíci, rapidně narostla početnost koček a chřástalů wek, což vedlo k rapidnímu nárůstu predačního tlaku na kakarikije, kteří vyhynuli již kolem roku 1890.

## Vztah k lidem

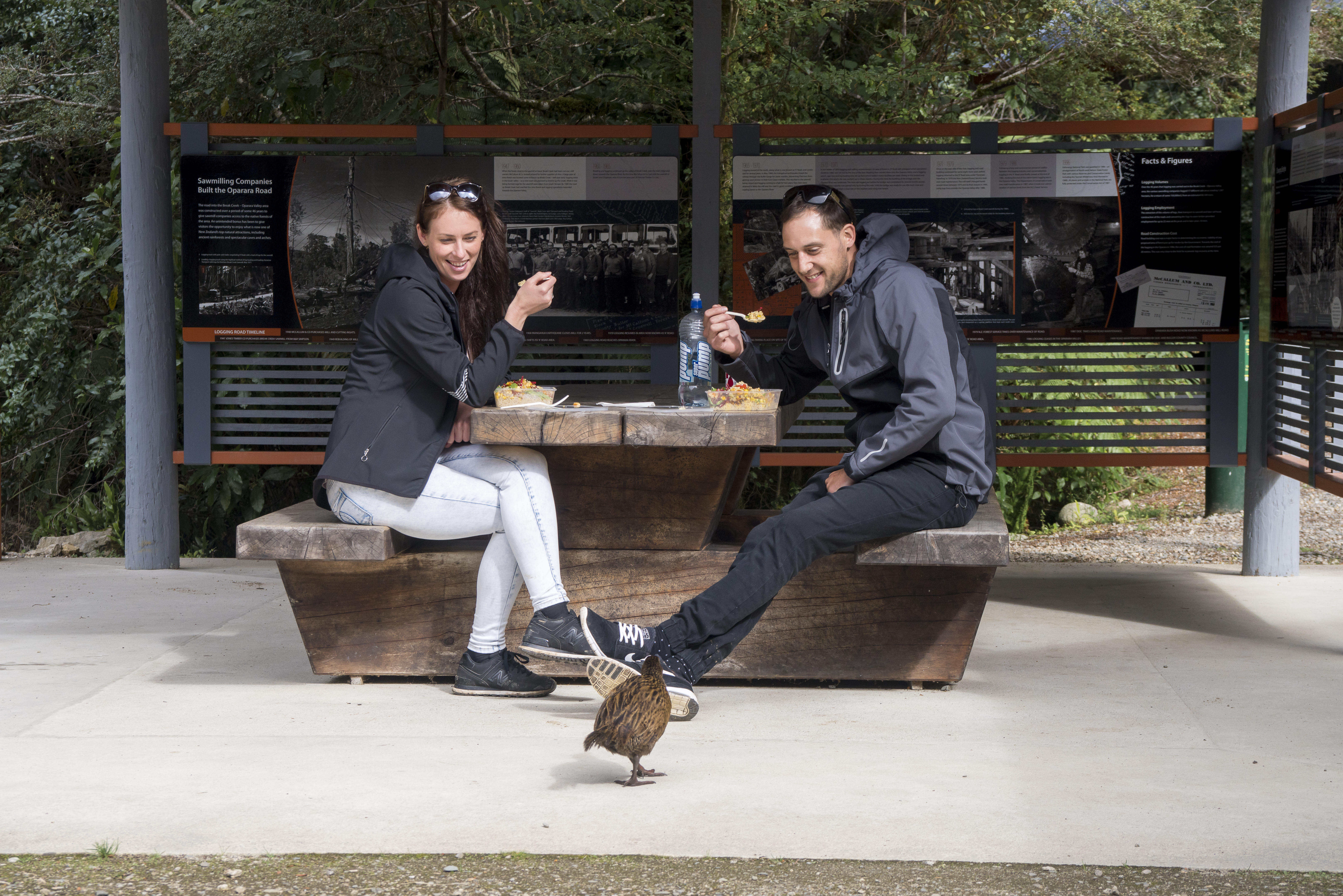
Pár turistů se zvědavou wekou (národní park Kahurangi)

Chřástal weka je jedním z ikonických nelétavých ptáků Nového Zélandu. Tito charismatičtí opeřenci bývají v místech pohybu lidí extrémně krotcí a setkání s wekou je tak pro mnohé turisty nezapomenutelný zážitek. Hlavně weky žijící v oblasti lesních chat se často pohybují kolem lidí a jejich předmětů, které s oblibou odnášejí do lesa k bližšímu prozkoumání. Zvláště na pozoru se musejí mít lidi při kempování. Weka přitom může lidem odnést i poměrně velké předměty. K věcem, které jeden z novozélandských rangerů viděl odnášet weku, patří čtečka Kindle, kilový pytlík párků, kus sýra, peněženka, smartphone, mýdlo, polštář, zubní kartáček nebo různé kusy oblečení. Weka věci odnáší typicky do nedalekého křoví k bližšímu prozkoumání a jakmile zjistí, že se nejedná o jídlo, nechá předmět na zemi. Vzhledem k mrštnosti a rychlosti wek je proto v případě uzmutí věci nejlepší se za wekou nehnat a spíše pozorovat, kterým směrem uloupenou věc odnáší, a zajít si pro ni později, až weka ztratí zájem.

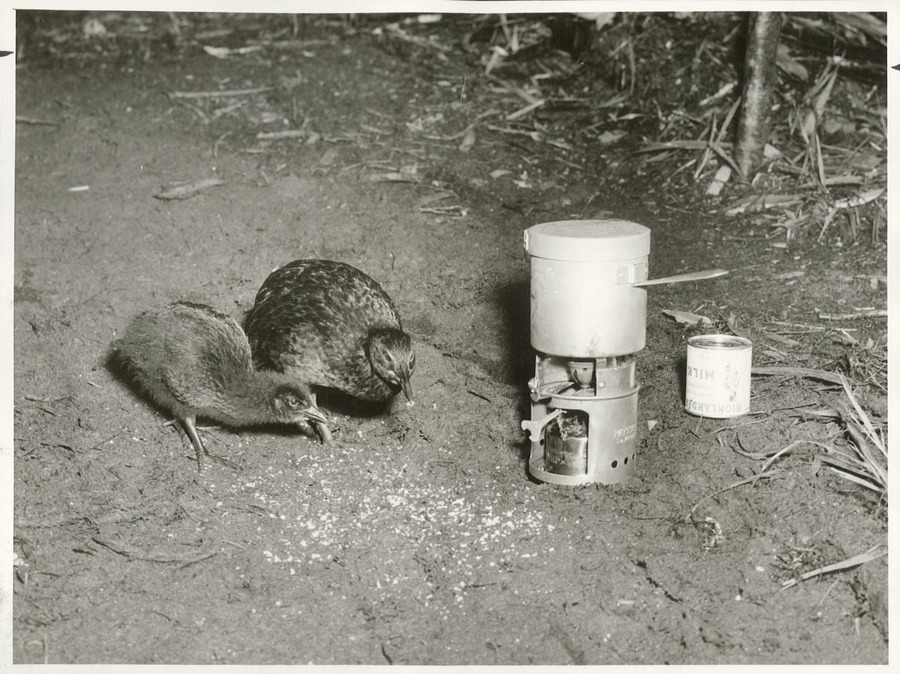
Pár wek při prohlížení kempingového vařiče

Lidé žijící v oblasti s výskytem wek se často mají před těmito ptáky na pozoru, aby jim weky nevyplenily záhon, nesežraly vejce jejich slepicím nebo dokonce neodnesly jídlo ze psí misky. Vzhledem k podobnosti s kivijemi si turisté často pletou weku s kivim. Návštěvníci lesa jsou odrazováni od krmení wek nejen proto, že podávané jídlo je pro ně často nevhodné, ale i proto, aby si weky nezvykaly na stálý přísun potravy. Následkem interakcí wek s lidmi totiž v některých oblastech dochází ke snížení mobility wek, což vede ke zmenšování oblasti, po které roznáší semena. V zemědělských oblastech jsou občas weky považovány za škodnou, protože požírají čerstvě vysázená semena nebo vytrhávají mladé zemědělské plodiny, jako jsou rajčata.
Mezi Maory byly weky tradičně ceněny nejen jako zdroj potravy, ale i jako zdroj tuku, kterými Maorové léčili revmatismus. Maorové si wek vážili i pro jejich schopnost lovit krysy. Poddruh hectori, který byl v roce 1905 introdukován na Chathamské ostrovy, na těchto ostrovech prosperuje do té míry, že obyvatelé Chathamských ostrovů na ně každý podzim podnikají hon. K vypátrání wek využívají psy. Maso se může exportovat na novozélandskou pevninu se zvláštním povolením. Obyvatelé ostrovů přijali weky za své do takové míry, že sami sebe někdy označují jako weka (v kontrastu ke kiwi, jak se označují Novozélanďané z hlavních ostrovů).